# Donato d'Arezzo
Donato d'Arezzo (Nicomedia, ... – Arezzo, 7 agosto 362) è stato un vescovo e santo romano, il secondo vescovo di Arezzo (a quanto risulta dai dittici conservati nell'archivio capitolare della città); è venerato come santo e martire dalla Chiesa cattolica.

## Agiografia
Notizie della sua vita sono riportate nel Martirologio Geronimiano (risalente al V secolo), in una Passio Donati del VI secolo, in varie altre Passiones, agiografie di origine medievale, e nella Cronaca dei custodi, documento dell'XI secolo.
Nacque probabilmente ad Arezzo ma, secondo alcune fonti, potrebbe essere stato originario di Nicomedia o di Roma. Divenne prete mentre vescovo di Arezzo era Satiro.
La sua opera di evangelizzazione fu molto proficua. Consacrato vescovo dal papa, succedette a Satiro nella guida della Chiesa aretina e continuò nella sua opera pastorale, coadiuvato dal diacono Antimo.
Le notizie di origine più antica non parlano di un suo martirio e gli viene attribuito il titolo di vescovo e confessore.
Più tardi gli venne attribuito un martirio, inflittogli dal prefetto di Arezzo, Quadraziano, mediante decapitazione. Il martirio sarebbe avvenuto secondo alcuni sotto l'imperatore Giuliano, nel 362. Secondo altri sarebbe avvenuto addirittura nel 304, sotto Diocleziano. Il giorno in cui, secondo la tradizione, avvenne la sua morte, è il 7 agosto.

## Culto

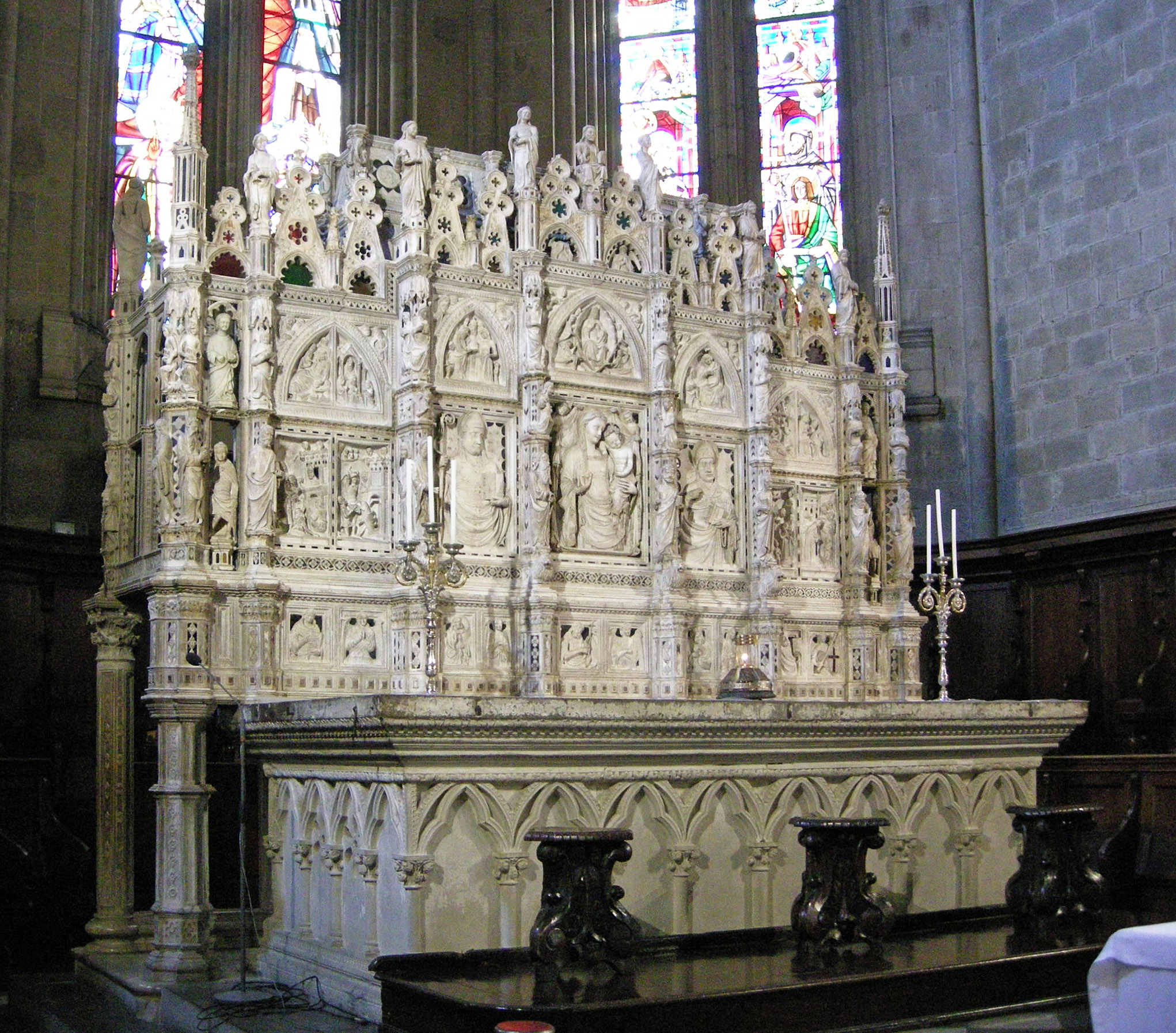
Arca marmorea di san Donato nel Duomo di Arezzo

Il vescovo Gelasio, suo successore, fece costruire una "memoria" nel luogo della sua tomba, nel colle del Pionta, dove poi sarebbe sorta la prima cattedrale di Arezzo.
Il corpo di san Donato è conservato e venerato nella Cattedrale di Arezzo, nell'arca di San Donato, capolavoro della scultura trecentesca, mentre la reliquia della testa è conservata in un prezioso reliquiario anch'esso trecentesco nella Pieve di Arezzo.
La commemorazione liturgica ricorre il 7 agosto.
Tra i miracoli che la leggenda devozionale gli attribuisce, il più famoso è quello del calice, per via del quale sarebbe stato condannato al martirio: durante la celebrazione della messa entrarono nel tempio dei pagani che con violenza mandarono in frantumi il calice di vetro, di cui Donato raccolse i cocci e li rimise insieme, ma ne mancava uno. Noncurante di ciò, vi avrebbe versato del vino servendolo ai fedeli senza che ne cadesse dal fondo. Dallo stupore, 79 pagani si sarebbero convertiti al Cristianesimo. Dopo un mese, fu arrestato e ucciso.

### Reliquie
Nel 1384, il capitano di ventura francese Enguerrand de Coucy espugnò e depredò Arezzo. Poi valicò l'Appennino, recando con sé, tra l'altro, la preziosa reliquia della testa di san Donato, patrono di Arezzo. Alla sua venuta a Forlì, Sinibaldo Ordelaffi, il Signore di quella città, riscattò la reliquia, che tenne con grande venerazione fino a che essa fu restituita agli aretini.

### Patronati
È venerato come santo patrono in molti comuni italiani. Culti locali del santo taumaturgo, pellegrinaggi e feste patronali tradizionali furono documentati per fra altro dallo storico Guglielmo Lützenkirchen e dall'antropologo Thomas Hauschild.
- Acerno (SA)
- Anzi (PZ)
- Arezzo
- Biccari (FG)
- Bomba (CH)
- Campoli del Monte Taburno (BN) compatrono
- Carbone (PZ)
- Carlantino (FG) compatrono
- Casole d'Elsa (SI)
- Castel del Monte (AQ)
- Castel di Ieri (AQ)
- Castelpagano (BN)
- Castiglione Messer Raimondo (TE)
- Cavriglia (AR)
- Celenza sul Trigno (CH)
- Celleno (VT)
- Cercepiccola (CB)
- Chianni (PI)
- Cittadella (PD)
- Loc. San Donato in Greti - Vinci (FI)

- Colmurano (MC)
- Controne (SA) compatrono
- Contursi Terme (SA)
- Demonte (CN)
- Fossacesia (CH)
- Frossasco (TO)
- Germasino (CO) compatrono
- Guardiagrele (CH)
- Massimino (SV)
- Mondovì (CN)
- Montefano (MC)
- Monteforte Cilento (SA)
- Montesano Salentino (LE)
- Musile di Piave (VE) compatrono
- Osio Sotto (BG) compatrono
- Pago Veiano (BN)
- Paterno (TE)
- Pietracatella (CB)
- Pignola (PZ) compatrono

- Pinerolo (TO)
- Pontelandolfo (BN) compatrono
- Pralormo (TO)
- Ranzo (IM)
- Remedello (BS)
- Ripacandida (PZ)
- Robilante (CN)
- Rotello (CB)
- Ruoti (PZ)
- San Donà di Piave (VE) compatrono
- San Donato di Lecce (LE)
- San Donato di Ninea (CS)
- San Donato Milanese (MI)
- San Donato Val di Comino (FR)
- San Pietro in Valle, frazione del Comune di Frosolone (IS)
- Sessano del Molise (IS)
- Serra Pedace (CS)
- Soveria Simeri (CZ)
- Terricciola (PI)
- Umbriatico (KR)
- Val della Torre (TO)
- Santi (AQ)
- Menzano (AQ)
- Casaline (AQ)
- Contrada San Donato Ortona (CH)
- Val della Torre (TO)
- Diocesi di Arezzo-Cortona-Sansepolcro